# 咸宜帝
咸宜帝（かんぎてい、ハムギてい、Hàm Nghi、1872年7月22日（嗣徳25年6月17日） - 1944年1月14日（保大18年12月19日））は、阮朝の第8代皇帝（在位：1884年 - 1885年）。諱は阮福膺（Nguyễn Phúc Ưng Lịch）、後に阮福明（Nguyễn Phúc Minh）と改めた。
阮朝がフランスによりベトナムの支配権を奪われつつある中で抵抗運動を展開し、前近代における反仏抵抗運動の象徴的存在となった。

## 生涯
阮朝の第4代嗣徳（トゥドゥック）帝の甥であった。1883年に嗣徳帝が亡くなると育徳（ズクドゥック）帝、協和（ヒエップホア）帝、建福（キエンフック）帝といった皇帝たちが立て続けに権臣に擁立されては廃位されるといった状況が続いた。阮福膺は阮文祥（グエン・ヴァン・トゥオン）および尊室説（トン・タット・トゥエット）により1884年に第8代皇帝として即位させられたが、この1884年は第2次フエ条約（パトノートル条約）が締結、ベトナム全土が3分割され南部はフランスの直轄領、北部も保護領となり、阮朝が辛うじて支配できるのは中部の保護国部分のみとなった年であった。咸宜帝は翌年7月5日に王都のフエに駐留していたフランス軍を尊室説と共に突如攻撃しフエを脱出、アンナン山脈の奥地へと潜伏し、地方の在地知識人に抗仏勤皇大蜂起の檄を発し、フランスへの徹底抗戦を訴えた。フランスはただちに兄の同慶（ドンカイン）帝を立て、咸宜帝に帰順を呼び掛けた。咸宜帝はこれに従わず農村を転々としてゲリラ軍の指導にあたり抵抗を続けたが、1888年11月にクアンチ山中にて部下の密告により、フランス軍に捕らえられた。
その後同年11月に北アフリカのフランス領アルジェリアに配流されることが決まり、1889年1月にアルジェに到着した。アルジェでは現地総督から郊外に屋敷が与えられ、年間25000フランの生活費が支給された。1904年には現地でフランス人女性と結婚し、3児をもうけた。1944年に胃癌のためアルジェ近郊の邸宅で死去した。